# خشک‌کن خورشیدی

خشک‌کن خورشیدی مستقیم

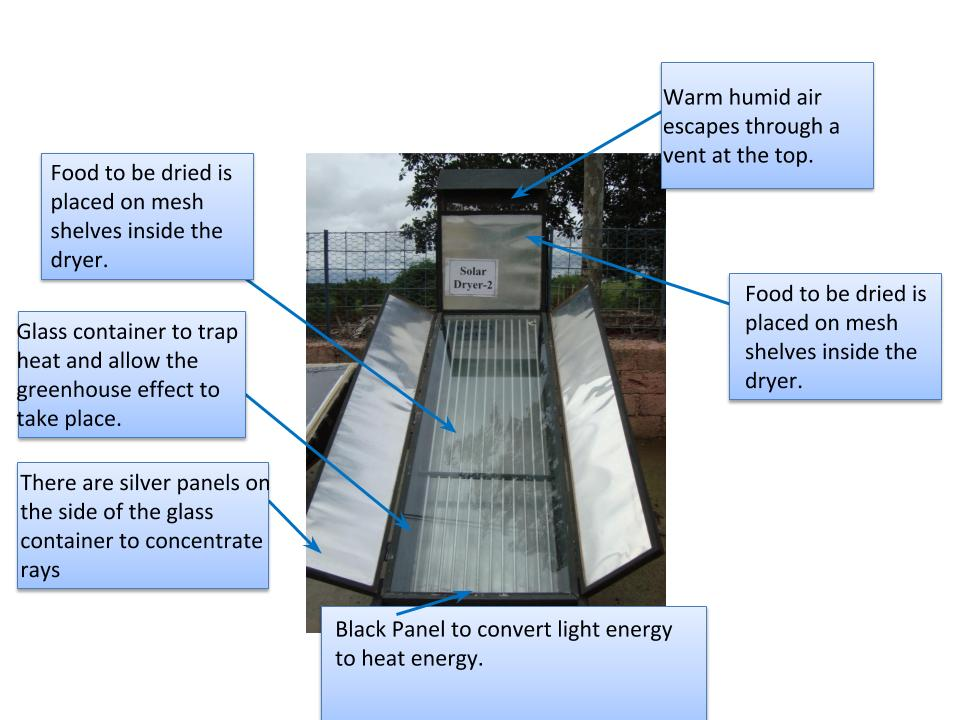
خشک‌کن خورشیدی همراه با توضیحات

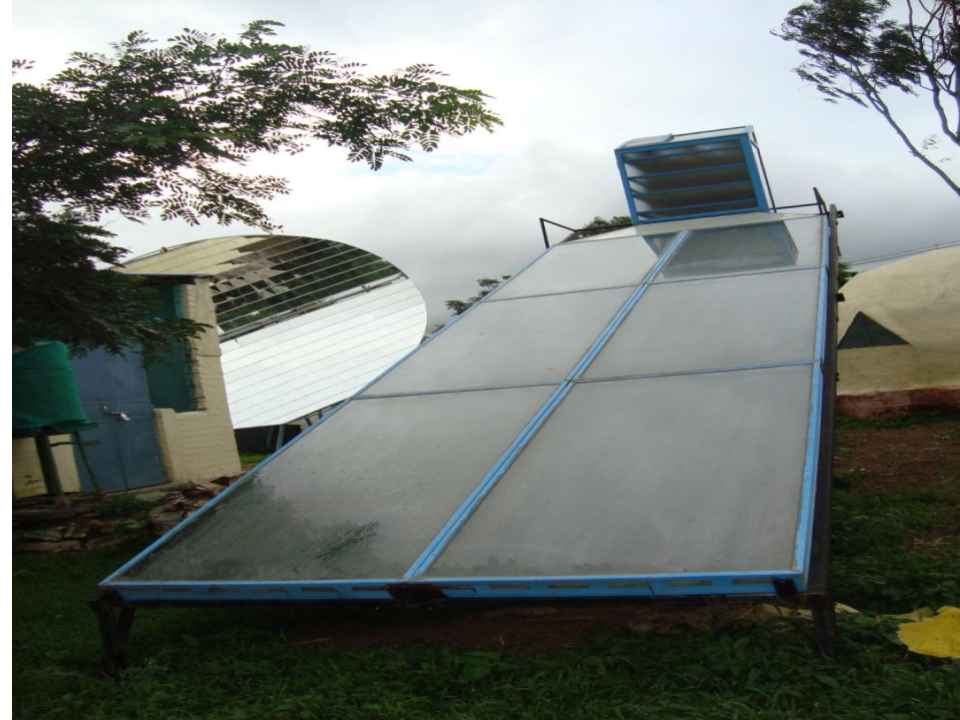
خشک‌کن خورشیدی در یکی از شهرهای هند

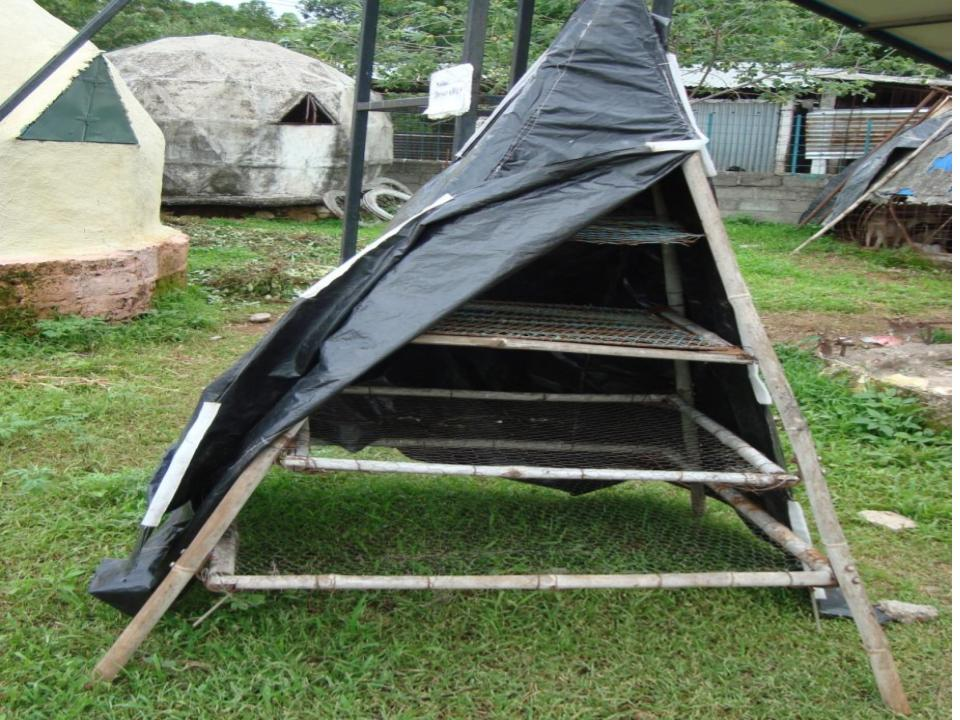
خشک‌کن خورشیدیِ ابتدایی در یکی از شهرهای هند

خشک‌کن خورشیدی (به انگلیسی: Solar dryer) دستگاهی است که از انرژی خورشیدی برای خشک کردن مواد، به ویژه مواد غذایی استفاده می‌شود. خشک‌کن‌های خورشیدی دو نوع کلی هستند: مستقیم و غیر مستقیم.
خشک کردن مواد غذایی برای نگهداری آنها، از زمان‌های بسیار قدیم، مرسوم بوده و انسان‌های نخستین، خشک کردن را یک هنر می‌دانستند!
خشک کردن عبارت است از گرفتن قسمتی از آب موجود در مواد غذایی و سایر محصولات که باعث افزایش عمر انباری محصول و جلوگیری از رشد باکتری‌ها می‌شود. در خشک‌کن‌های خورشیدی به‌طور مستقیم یا غیر مستقیم از انرژی خورشیدی جهت خشک کردن مواد استفاده می‌شود و هوا نیز به صورت طبیعی یا اجباری، جریان یافته و باعث تسریع عمل خشک شدن محصول می‌شود. خشک‌کن‌های خورشیدی در اندازه‌ها و طرح‌های مختلف و برای محصولات و مصارف گوناگون، طراحی و ساخته می‌شوند.

## خشک‌کن خورشیدی مستقیم
در خشک‌کن خورشیدی مستقیم، ماده با در معرض قرار گرفتن تابش مستقیم نور خورشید دچار کم‌آبی می‌شود. از نظر تاریخی، غذا و لباس با استفاده از طناب رخت‌شویی، یا گذاشتن وسایل روی سنگ‌ها یا بالای چادرها در زیر نور آفتاب خشک می‌شدند. در مغولستان، پنیر و گوشت هنوز هم به‌طور سنتی با استفاده از قسمت بالای یورت (چادر) خشک می‌شوند. در این سیستم، با حرکت هوا (باد) که هوای اشباع بیشتری را از مواد خشک شده خارج می‌کند، کمک به خشک شدن می‌کند. اخیراً جالباسی و قفسه‌های خشک‌کن و نیز چادرهای خورشیدی به عنوان خشک‌کن خورشیدی ساخته شده‌اند.
یک نوع خشک‌کن خورشیدی مدرن دارای یک سطح جذب کننده سیاه (سپیدایی) است که نور را جمع می‌کند و آن را به گرما تبدیل می‌کند. ماده ای که باید خشک شود مستقیماً روی این سطح قرار می‌گیرد. به منظور افزایش کارایی، ممکن است این خشک‌کن‌ها دارای محفظه، روکش شیشه یا شامل دریچه‌هایی باشند.

## خشک‌کن خورشیدی غیرمستقیم
در خشک‌کن‌های خورشیدی غیر مستقیم، سطح سیاه هوای ورودی را گرم می‌کند، بجای آنکه ماده را مستقیماً گرم و در نتیجه خشک کند. این هوای گرم شده، سپس از ماده خشک شده عبور کرده و اغلب از طریق دودکش به سمت بالا خارج می‌شود و رطوبت آزاد شده از ماده را با خود می‌گیرد. آنها می‌توانند بسیار ساده باشند، فقط یک قاب سرد متمایل به همراه پارچه سیاه به یک سازه آجری عایق‌بندی‌شده همراه با تهویه فعال و سیستم گرمایش پشتیبان قرار دارد. یکی از مزایای سیستم غیرمستقیم این است که محافظت آسان از غذا یا سایر مواد در برابر آلودگی چه توسط باد و چه توسط پرندگان، حشرات یا حیوانات راحت تر است. همچنین، آفتاب مستقیم می‌تواند برخی مواد غذایی را از نظر شیمیایی تغییر دهد و باعث کم اشتها شدن آنها شود.